# Burgos Club de Fútbol "B"
El Burgos Club de Fútbol "B", conocido actualmente como Burgos Club de Fútbol Promesas. Es un club de fútbol español con sede en la ciudad de Burgos en Castilla y León. Es el equipo filial del Burgos C. F.. Fue fundado en el 2002 y en la actualidad no compite desde la temporada 2015-16.

## Historia
El Burgos C. F. "B", primer filial blanquinegro, surgió en la temporada 2002-03 con la idea de formar y nutrir de futbolistas al primer equipo.
Tras 2 temporadas en la Primera División Provincial Aficionados el equipo asciende tras quedar segundo del grupo y haber varias renuncias.
En la temporada 2004-05 y tras debutar en la Primera División Regional Aficionados, el equipo acaba en sexta posición del grupo A con una plantilla muy joven y que sirvió para asentar las bases para conseguir el ascenso la temporada siguiente.
En la temporada 2005-06 el equipo acaba en segunda posición del grupo A y consigue el ascenso a la Tercera División cimentándose el ascenso en una gran defensa que acabó la liga con tan sólo 15 goles encajados en 36 partidos.
En la temporada 2006-07, el equipo compite en categoría nacional debutando en la Tercera División. El equipo acaba en el puesto 14.º, manteniendo la categoría y salvando una temporada complicada.
En la temporada 2007-08, el equipo notó la crisis económica y deportiva del primer equipo y acabó descendiendo en la última jornada acabando en el puesto 19º. Aunque se hubiese salvado deportivamente, el equipo hubiera descendido igualmente debido al descenso del primer equipo desde la Segunda División B.
Con el primer equipo en una gran crisis económica, el club decide disolver el equipo filial para recortar gastos y centrarse en estabilizar al primer equipo tanto económica como deportivamente.
En la temporada 2010-11 y tras dos años sin equipo filial, el Burgos C. F. y el por aquel entonces equipo de la capital bajo la denominación de Club Deportivo Estructuras Tino, firman un convenio de filialidad en el verano de 2010; en el cual el Burgos CF se compromete a ayudar económicamente al filial y éste cedería jugadores cuando el primero lo requiriese. El filial Club Deportivo Estructuras Tino terminó esta temporada en el puesto 3º del grupo A de la Primera División Regional Aficionados y consiguió el ascenso a la Tercera División gracias al ascenso del Burgos CF, la Arandina y la Gimnástica Segoviana a la Segunda División B.
En la temporada 2011-12, tras la renovación por un año más del acuerdo de filialidad firmado entre ambos clubes en el verano de 2010, el equipo filial bajo la denominación de Burgos "B" Bupolsa, quedó en el puesto 16.º del grupo VIII de la Tercera División. Esta posición le habría valido para permanecer en la categoría, pero el descenso del primer equipo desde la Segunda División B, hizo que el filial descendiese directamente a la Primera División Regional Aficionados. Este hecho y la situación de crisis tanto deportiva como económica del primer equipo, hizo que el acuerdo de filialidad ya no se renovase más.
Para la temporada 2012-13, el club decide empezar de cero y sacar un equipo filial en la categoría más baja, la Primera División Provincial Aficionados, con la idea de dar cabida a los jugadores que asciendan del equipo juvenil que compite en la Liga Nacional y con el objetivo del ascenso a la Primera División Regional Aficionados. Tras quedar en la primera posición del grupo norte de la provincial burgalesa, accede a la liguilla de ascenso como favorito y acaba ascendiendo en el último partido ante el Real Burgos C. F..
La temporada 2013-14 en Primera División Regional Aficionados el equipo mantiene la base de jugadores jóvenes que consiguieron el ascenso el año anterior. Tras una buena temporada practicando un gran fútbol, el equipo acaba en un meritorio 5º puesto.
En la temporada 2014-15, el equipo vuelve a competir en Primera División Regional Aficionados. Durante todo el año se mantiene en la mitad de la tabla, acabando en el 8º puesto del grupo A.
En la temporada 2015-16, el equipo vuelve a competir en Primera División Regional Aficionados. Durante todo el año se mantiene en la mitad de la tabla, acabando en el 10º puesto del grupo A.
En el verano de 2016, el club decide no inscribir al equipo filial en la Primera División Regional Aficionados, por el poco provecho que saca la primera plantilla del equipo filial y viendo los gastos que acarrea, lo hace desaparecer. Firma un convenio de colaboración con otro club de la ciudad, el C. D. Universidad de Burgos, club que esta misma temporada compite en la misma categoría que estaba el filial, la Primera División Regional Aficionados.
El 4 de mayo de 2020, el club suscribe un acuerdo de filialidad con el Burgos Promesas 2000 que compite en la Tercera División. El nuevo filial pasara a denominarse Burgos Club de Fútbol Promesas. El acuerdo también contiene la posibilidad de fusión entre ambos clubes. El club competirá en Tercera División, ya que en ella competía el Promesas.

## Temporadas
| Temporada | Categoría                                         | Puesto      |
| --------- | ------------------------------------------------- | ----------- |
| 2002/03   | 1.ª División Provincial Aficionados               | 2º          |
| 2003/04   | 1.ª División Provincial Aficionados               | 2º          |
| 2004/05   | 1.ª División Regional Aficionados (Grupo A)       | 6º          |
| 2005/06   | 1.ª División Regional Aficionados (Grupo A)       | 2º          |
| 2006/07   | 3.ª División (Grupo VIII)                         | 14º         |
| 2007/08   | 3.ª División (Grupo VIII)                         | 19º         |
| 2008/09   | No compitió                                       | No compitió |
| 2009/10   | No compitió                                       | No compitió |
| 2010/11   | 1.ª División Regional Aficionados (Grupo A)       | 3º          |
| 2011/12   | 3.ª División (Grupo VIII)                         | 16º         |
| 2012/13   | 1.ª División Provincial Aficionados (Grupo Norte) | 1º          |
| 2013/14   | 1.ª División Regional Aficionados (Grupo A)       | 5º          |
| 2014/15   | 1.ª División Regional Aficionados (Grupo A)       | 8º          |
| 2015/16   | 1.ª División Regional Aficionados (Grupo A)       | 10º         |
| 2016/17   | No compitió                                       | No compitió |
| 2017/18   | No compitió                                       | No compitió |
| 2018/19   | No compitió                                       | No compitió |
| 2019/20   | No compitió                                       | No compitió |
| 2020/21   | 3.ª División (Grupo VIII)                         |             |

- 4 temporadas en Tercera División
- 7 temporadas en Primera División Regional Aficionados
- 3 temporadas en Primera División Provincial Aficionados